# Döver, Defne
Döver là một xã thuộc huyện Defne, tỉnh Hatay, Thổ Nhĩ Kỳ. Dân số thời điểm năm 2011 là 1.755 người.